# Будинок на вулиці Вірменській, 32
Будинок на вулиці Вірменській, 32 (також кам'яниця Голубовичівська тильна; конскрипційний № 134) — житловий будинок XVII століття, пам'ятка архітектури національного значення (охоронний № 1257). Розташований в історичному центрі Львова, на вулиці Вірменській.

## Історія
Будинок № 32 був зведений у XVII столітті як тильний флігель будинку № 9 по вулиці Ставропігійській, відомого як кам'яниця Голубовичівська. У 1669—1767 роках фігурував у документах як кам'яниця Голубовичівська костельна (тильна до Тебенки). Будинок належав вірменській церкві, тут мешкали її вікарії, але у 1776 році церква продала кам'яницю Деодату і Констанції Вартересевичам. У 1803 році овдовіла Констанція Вартересевич продала будинок Миколі Вартановичу.
У другій половині XIX столітті кам'яниця неодноразово перебудовувалася, був надбудований третій поверх. Станом на 1871 рік будинок належав Салараону Бляуштайну, у 1889 році — Францу Йоху. На початку XX століття кам'яниця перейшла у власність Товариства слуг Святої Зити.
На початку XXI століття у будинку містилася книгарня та видавництво «Класика». Станом на 2018 рік кам'яниця належить ТОВ «Крипа», власники якого планують її реставрувати та перебудувати під ресторан і житлові апартаменти.

## Опис
Будинок триповерховий, цегляний, тинькований, прямокутний у плані, з невеликим внутрішнім подвір'ям. Фасад вузький, тривіконний, завершений фризом із стриховими віконцями, пояском із невеликих дентикул і карнизом, прикрашеним волютоподібними, з декором у вигляді листків аканта, модульйонами.
В центрі фасаду, на другому поверсі розташований балкон, який підтримують два візерунчасті металеві кронштейни. Балкон огороджений металевою ажурною решіткою, в центрі якої — вписана в коло монограма і дата «F.J. 1881» (дата означає рік чергової реконструкції, а ініціали — тогочасного власника, Франца Йоха). Вікна прямокутні, облямовані лиштвами, на другому поверсі прикрашені поличковими сандриками.
На лівій осі фасаду розташована вхідна брама у вигляді аркового порталу, оздобленого рустом. Цікавинкою кам'яниці є старовинна адресна табличка з написом польською мовою.

## Галерея

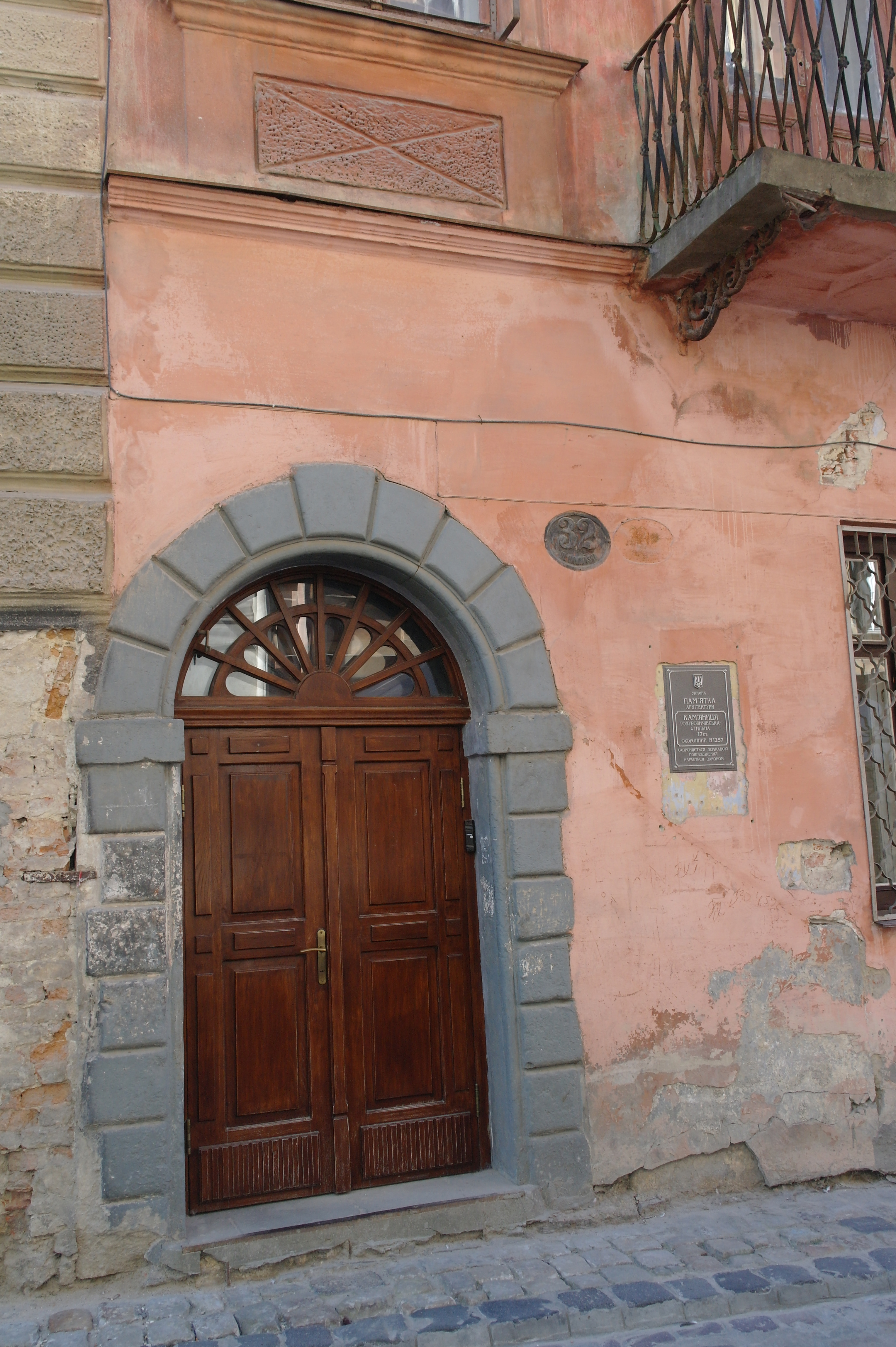
Вхідний портал
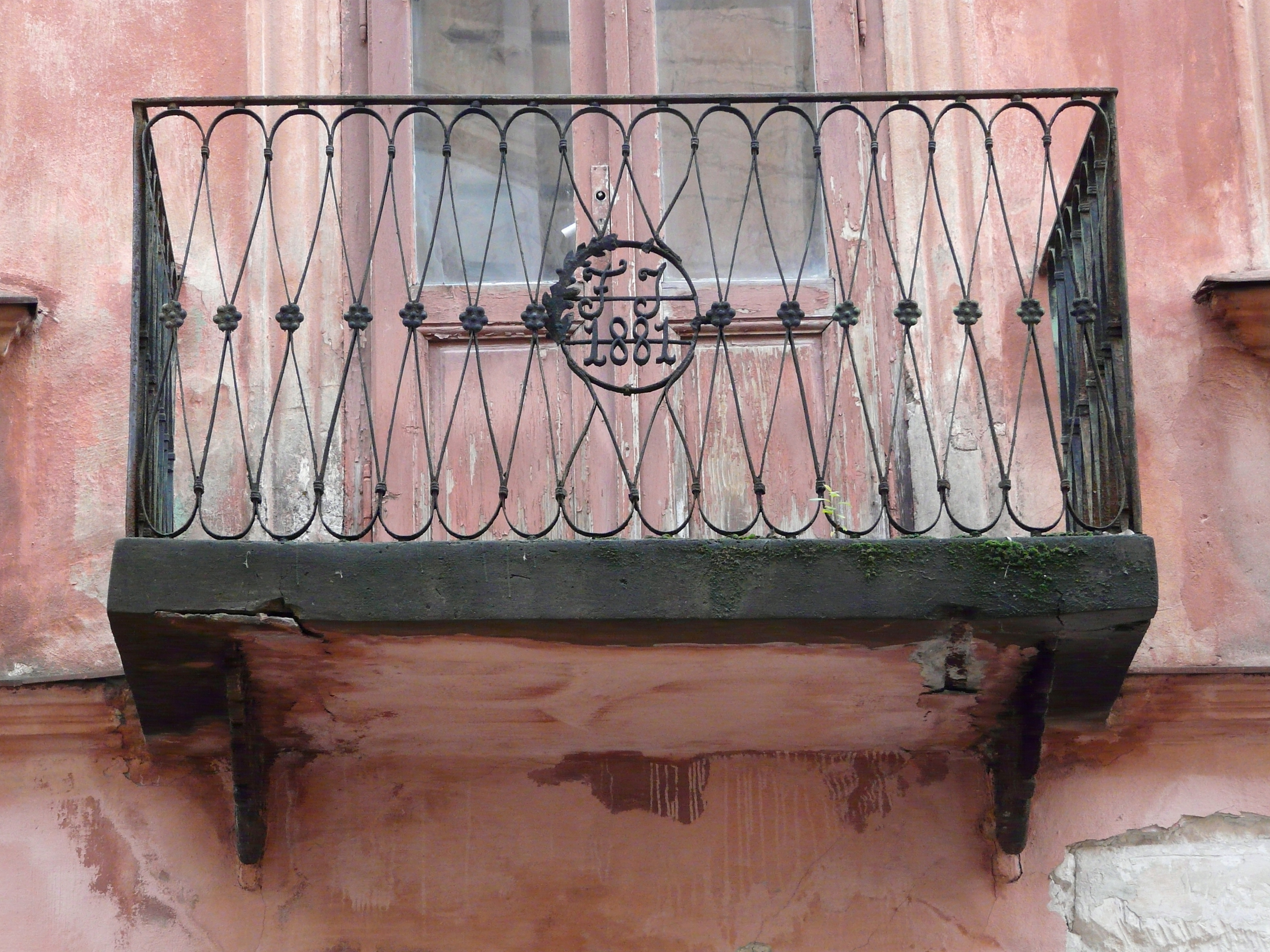
Балкон
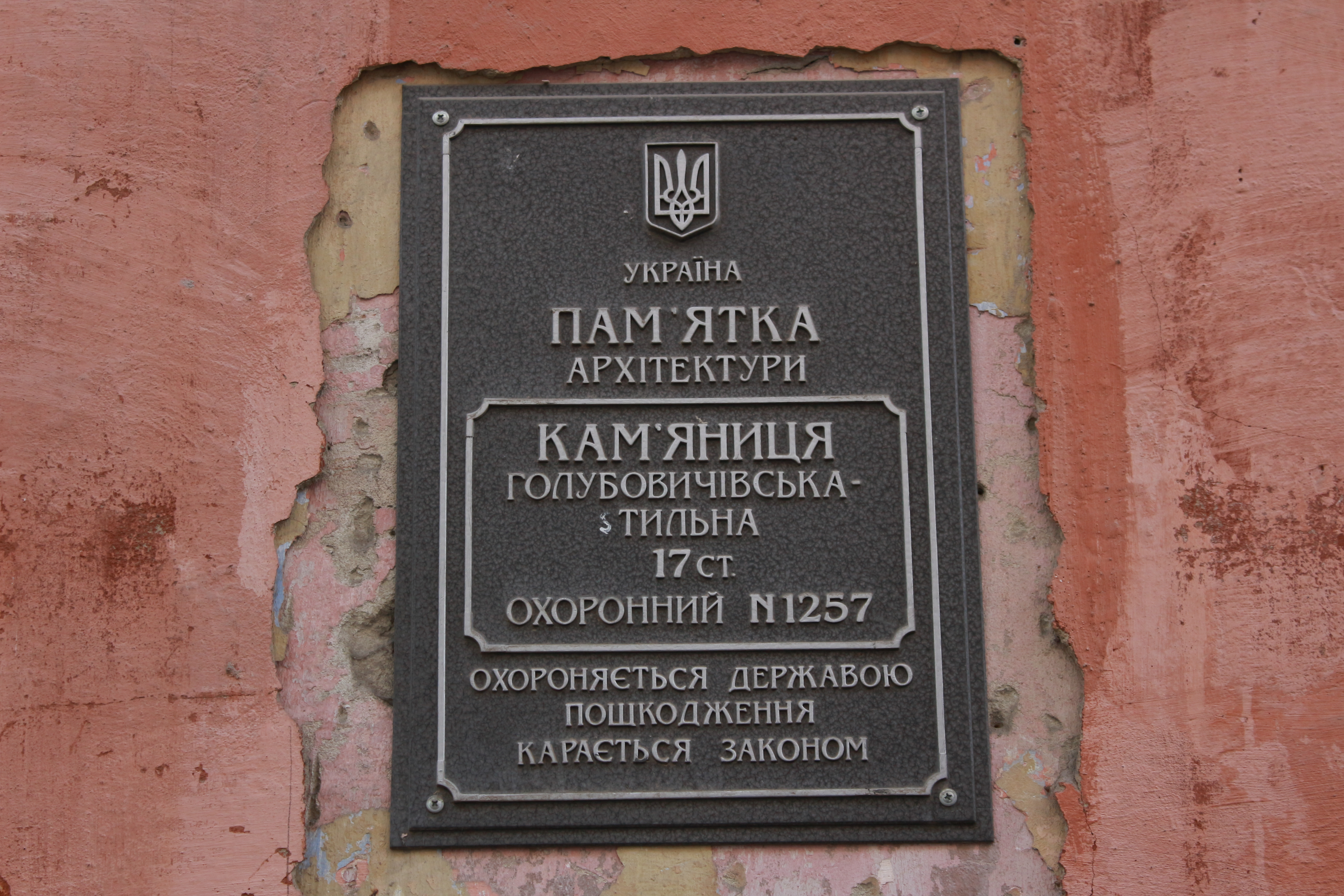
Охоронна табличка
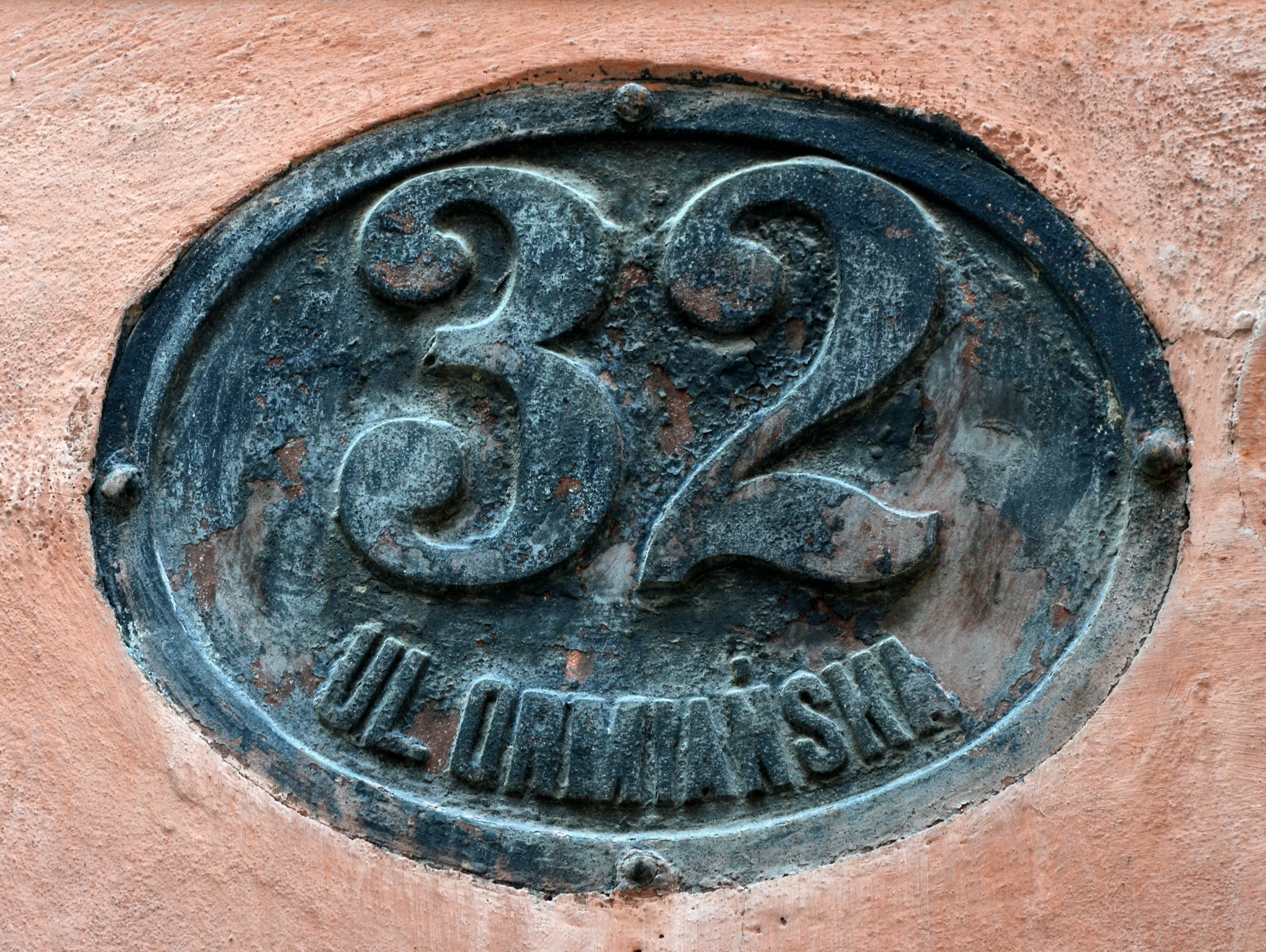
Старовинна адресна табличка